# Brashear (cratera marciana)
A cratera Brashear é uma cratera de impacto no quadrângulo de Thaumasia em Marte, localizada a 54.14  S e 119.03 W.  Ela possui 77.45 km em diâmetro, e recebeu este nome em referência a John A. Brashear (1840–1920), um astrônomo americano.  O nome foi aprovado em 1973.

## Dunas de areia
Muitos locais em Marte apresentam dunas de areia. Algumas crateras em Thaumasia exibem manchas escuras em seu interior. Fotografias de alta resolução mostram que as marcas escuras são dunas de areia.  Essas dunas de areia escuras provavelmente contém basalto, uma rocha ígnea. A cratera Brashear, e suas dunas escuras, é ilustrada abaixo.

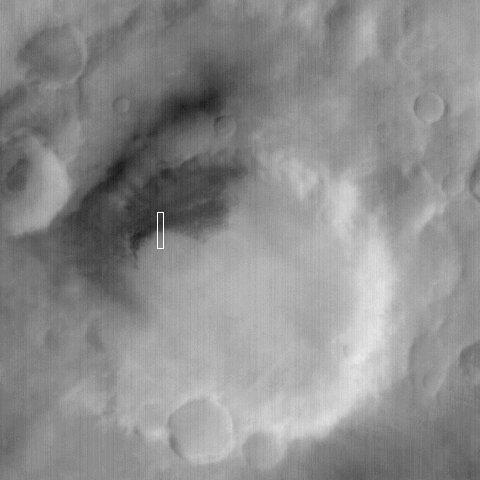
Imagem em contexto da Mars Global Surveyor mostrando a localização da próxima magem.
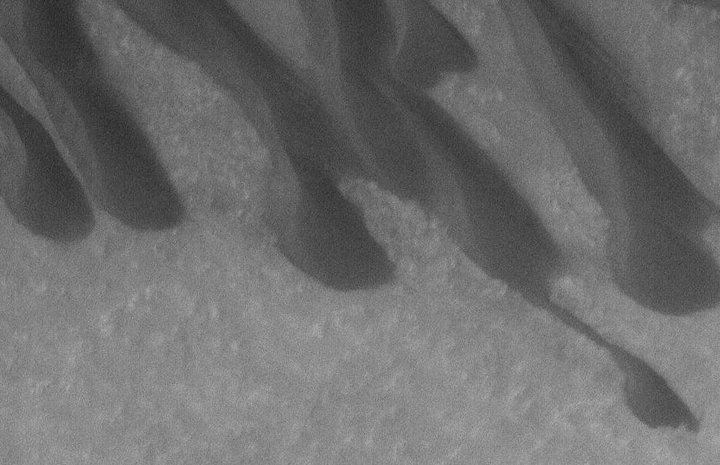
Imagem da Mars Global Surveyor de parte da área da fotografia anterior. Manchas escuras são dunas de areia.